# خوان سانشيز (رسام)
خوان سانشيز (بالإسبانية: Juan Sánchez Cotán)‏ (و. 1560 – 1627 م) هو رسام إسباني، ولد في طليطلة، توفي في غرناطة، عن عمر يناهز 67 عاماً.